# Cabo Gata

Mapa da Base Militar Britânica de Acrotíri, na península de Acrotíri, Chipre. O Cabo Gata é o extremo sudeste

O cabo Gata é o extremo meridional da ilha de Chipre, na península de Acrotíri, a sudoeste da cidade de Limassol. 